# Ölbadluftfilter
Ein Ölbadluftfilter ist eine Bauart des Luftfilters, die vorwiegend in der Vergangenheit an Kraftfahrzeugen genutzt wurde, um die vom Verbrennungsmotor angesaugte Luft zu filtern. Ölbadluftfilter wurden an PKW bis zur Mitte der 1970er Jahre eingesetzt, werden aber in Nutzfahrzeugen und Baumaschinen zum Teil bis heute verwendet.

## Funktionsweise
Um die Staubpartikel auszufiltern, wird die vom Motor angesaugte Luft vor dem Vergaser oder der Einspritzanlage  senkrecht auf das Ölbad einer flachen Wanne geleitet und dort stark abgelenkt. Die Wanne ist mit einer gewissen Menge Motoröl gefüllt – in aller Regel Öl derselben Sorte, die auch im Motor zirkuliert. Die schweren luftgetragenen Partikel behalten aufgrund ihrer Trägheit ihre Richtung auf das Ölbad bei, werden durch die Flüssigkeit gebunden und sammeln sich in dieser. Ein Filternetz (Filterkörper aus Stahlwolle oder ähnlichem Material) ist mit Öl benetzt, das sich immer wieder aus dem Vorrat in der Wanne erneuert, weil das Öl durch Motorvibrationen und Beschleunigungskräfte beim Fahren hineinschwappt und die Luft Öltröpfchen mitreißt. Überschüssiges Öl aus den Netz tropft in die Wanne ab und trägt dort Staub ein, der sich als Schlamm absetzt.
Verglichen mit Trockenfiltern wird eine weniger effektive Staubabscheidung erzielt. Bei Verwendung von Arizona-Sand wurde bei Untersuchungen um 1970 mit Trockenfiltern ein Abscheidungsgrad von 99,95 % erzielt, während Ölbadluftfilter, abhängig vom Luftdurchsatz, 95–99 % erreichten. Weitere Nachteile des Ölbadluftfilters sind die geringere Flexibilität bei den Einbaumöglichkeiten sowie höhere Wartungskosten. Außerdem tritt durch Ablenkung des Luftstroms entstehenden hohen Strömungswiderstand eine Leistungseinbuße ein.
Eine Verwendung von Ölbad-Luftfiltern erfolgt heute noch bei zu erwartendem hohen Schmutzanfall und möglicher schlechter Ersatzteilversorgung (z. B. Militär).

## Wartungsbedarf
Ein Ölbadluftfilter verschleißt als Filter (im Gegensatz zum Papierfiltereinsatz) nicht, jedoch verliert er mit der Zeit durch Zusetzen des Öles mit Feststoffpartikeln und Bodenschlammbildung allmählich seine Durchlässigkeit. Irgendwann steigt der Widerstand des Ansaugens infolge Schlammablagerung so stark an, dass die Motorleistung abfällt oder auch – wenn die Gemischaufbereitung den Druckabfall im Filter nicht berücksichtigt – das Verbrennungsluftverhältnis (Luftzahl λ) zu klein wird.
Daher werden in aller Regel feste Ölwechselintervalle angegeben, zum Beispiel bei den VW Käfern 5000 km oder bei den Motorrädern BMW R26 2500 km. Beim Ölwechsel ist dann nicht nur der Filtereinsatz auszuwaschen und das Öl zu entsorgen, sondern auch die Schlammschicht vom flachen Boden des Filters zu entfernen.

### Wartung
Die Reinigung erfolgt, indem das Filternetz mit Waschbenzin oder Kaltreiniger ausgewaschen wird. Zusätzlich muss das Öl nach einem bestimmten Intervall gewechselt werden, da sich die Schmutzpartikel, welche das Filternetz zurückgehalten hat, mit dem Öl vermengt haben.
Zum Reinigen und Wechseln der Ölfüllung wird in aller Regel ein Ölbadluftfilter geteilt. Zunächst wird die Luftansaugleitung an elastischen Verbindungen getrennt, meist mit Hilfe von geschraubten Schlauchschellen. Dann wird das Oberteil mitsamt dem Metallnetz in aller Regel an mehreren Klammern getrennt, vom Unterteil abgenommen und in einer Reinigungsflüssigkeit ausgewaschen, zum Beispiel Dieselöl. Im Unterteil wird das Öl abgegossen, sodann der Schlamm ausgeputzt und das gesamte Unterteil trocken ausgewischt. Anschließend wird das Unterteil wieder mit der vorgegebenen Menge frischen Öles befüllt und das Oberteil aufgesetzt. Nach Anschließen der Luftansaugleitung per Schlauchschellen ist der Ölbadluftfilter wieder für einige 1000 Kilometer betriebsbereit.
Das verschmutzte Öl und der aus den gefilterten Partikeln hinzugekommene Schlamm müssen geordnet entsorgt werden. Deswegen und wegen der schwierigen Handhabung gingen die Fahrzeughersteller im Laufe der 1970er Jahre zum Papierfilter (anfangs "Micronicfilter" genannt) über.
Für Fahrzeuge, die in staubiger Umgebung betrieben werden müssen, werden Ölbadluftfilter zunehmend durch eine Kombination aus einem Zyklonfilter (Fliehkraftabscheider) zur Vorabscheidung und einem Papierluftfilter ersetzt.

## Abgrenzung zum Ölnetzfilter
Es gibt eine weitere, seltener und vorrangig bei Zweirädern eingesetzte Art des Filters aus einem mit Öl getränkten Metall- oder Kunststoffnetz. Feststoffpartikel sollen am ölgetränkten Netz haften bleiben. Diese Bauart ist strenggenommen jedoch kein Ölbadluftfilter, sondern ein Netzfilter mit Klebewirkung.